# Николаев (Шептицкий район)
Никола́ев (укр. Микола́їв) — село в Лопатинской поселковой общине Шептицкого района Львовской области Украины.
Население по переписи 2001 года составляло 1206 человек. Занимает площадь 2,979 км². Почтовый индекс — 80232. Телефонный код — 3255.
В центре села установлен памятник 180 жителям села, погибшим в Великой Отечественной войне.